# Everything Now
Pour la série britannique, voir Everything Now (série télévisée).
Albums de Arcade Fire
Reflektor
(2013) WE
(2022)
Singles
1. Everything Now
Sortie : 1er juin 2017
2. Creature Comfort
Sortie : 16 juin 2017
3. Signs of Life
Sortie : 30 juin 2017
4. Electric Blue
Sortie : 13 juillet 2017

Everything Now est le 5e album studio du groupe de rock indépendant canadien Arcade Fire, sorti le 28 juillet 2017.

## Liste des titres
Tous les titres sont écrits et composés par Arcade Fire.
| No  | Titre                      | Durée |
| --- | -------------------------- | ----- |
| 1.  | Everything_Now (Continued) | 0:46  |
| 2.  | Everything Now             | 5:03  |
| 3.  | Signs of Life              | 4:36  |
| 4.  | Creature Comfort           | 4:43  |
| 5.  | Peter Pan                  | 2:48  |
| 6.  | Chemistry                  | 3:37  |
| 7.  | Infinite Content           | 1:37  |
| 8.  | Infinite_Content           | 1:41  |
| 9.  | Electric Blue              | 4:02  |
| 10. | Good God Damn              | 3:34  |
| 11. | Put Your Money on Me       | 5:53  |
| 12. | We Don't Deserve Love      | 6:29  |
| 13. | Everything Now (Continued) | 2:22  |

## Classements hebdomadaires
| Classement (2017)                   | Meilleure place |
| ----------------------------------- | --------------- |
| Allemagne (Media Control AG)        | 5               |
| Australie (ARIA)                    | 2               |
| Autriche (Ö3 Austria Top 40)        | 4               |
| Belgique (Flandre Ultratop)         | 1               |
| Belgique (Wallonie Ultratop)        | 1               |
| Canada (Canadian Albums Chart)      | 1               |
| Danemark (Tracklisten)              | 17              |
| Écosse (OCC)                        | 1               |
| Espagne (Promusicae)                | 2               |
| États-Unis (Billboard 200)          | 1               |
| États-Unis (Top Alternative Albums) | 1               |
| États-Unis (Top Rock Albums)        | 1               |
| Finlande (Suomen virallinen lista)  | 30              |
| France (SNEP)                       | 3               |
| Irlande (IRMA)                      | 1               |
| Italie (FIMI)                       | 5               |
| Norvège (VG-lista)                  | 11              |
| Nouvelle-Zélande (RIANZ)            | 15              |
| Pays-Bas (Mega Album Top 100)       | 2               |
| Portugal (AFP)                      | 1               |
| Royaume-Uni (UK Albums Chart)       | 1               |
| Suède (Sverigetopplistan)           | 18              |
| Suisse (Schweizer Hitparade)        | 2               |

## Certifications
| Pays                  | Certification | Unités certifiées |
| --------------------- | ------------- | ----------------- |
| Canada (Music Canada) | Platine       | 80 000            |
| Royaume-Uni (BPI)     | Or            | 100 000           |